# Baorisa
Baorisa là một chi bướm đêm thuộc họ Erebidae. Một thời gian dài, chi này được xem là đơn loài với loài Baorisa hieroglyphica. Năm 1996, thêm 3 loài mới được ghi nhận thuộc chi này.

## Các loài
- Baorisa floresiana Behounek, Speidel và Thöny, 1996
- Baorisa hieroglyphica Moore, 1882
- Baorisa philippina Behounek, Speidel và Thöny, 1996
- Baorisa sulawesiana Behounek, Speidel và Thöny, 1996

## Hình ảnh

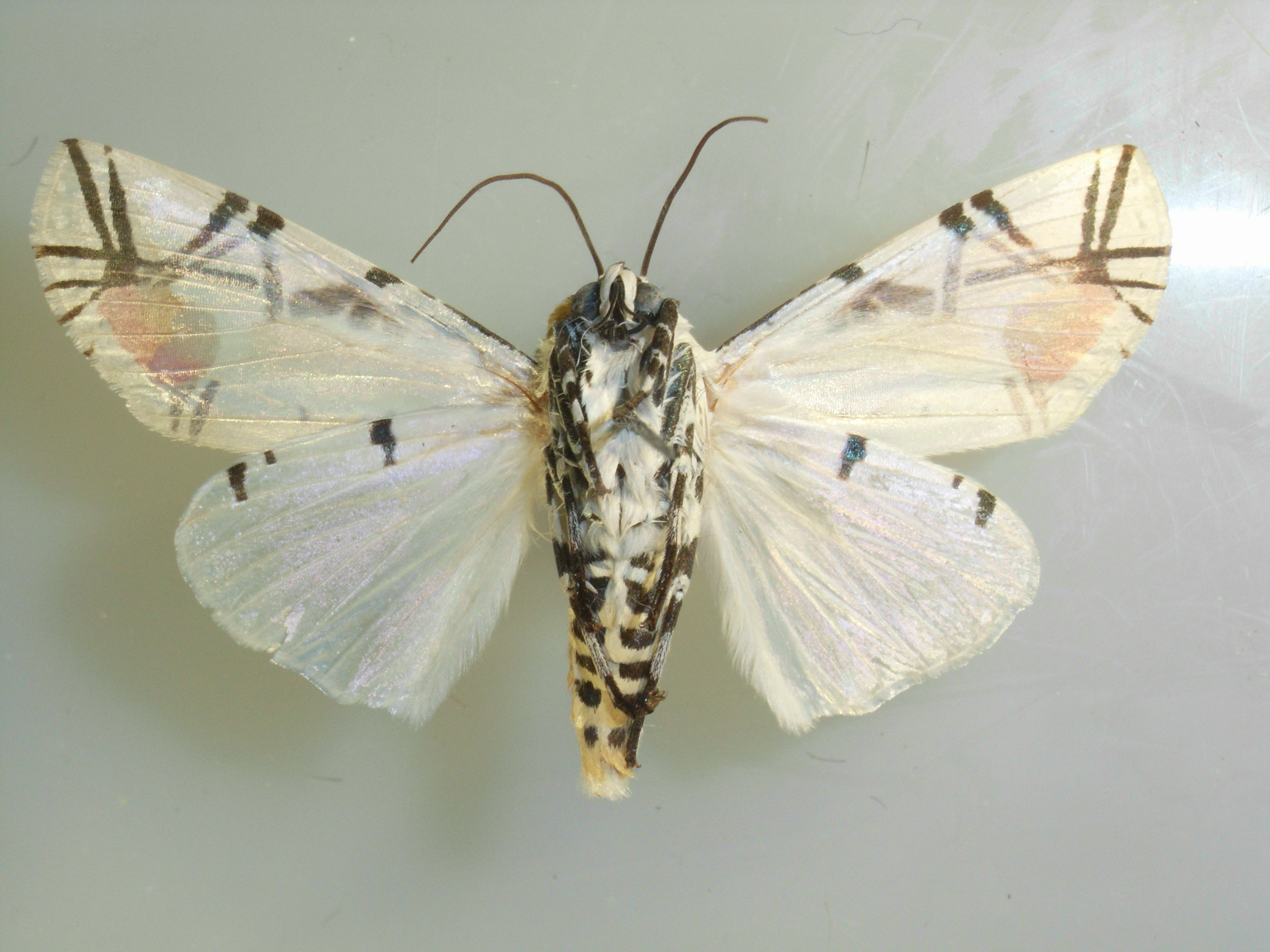